# Покровское кладбище (Самара)
Покро́вское кладбище — бывшее кладбище в Самаре около Покровского собора, открытое для погребения в 1805 году. Закрыто в 1850—1860-х годах. Существовало в границах современных улиц Ленинской, Арцыбушевской, переулка Тургенева и железнодорожных путей.

## История
Это было второе крупное кладбище в городе. До 1840-х годов оно называлось «новым кладбищем». После постройки здесь Предтеченской церкви кладбище стало называться «Предтеченским». В 1861 году на кладбище выстроили каменный храм «Покрова Пресвятой Богородицы». В 1860-е годы кладбище называлось «Покровским». Потом данная местность в официальных документах обозначалась как «бывшее Покровское кладбище», «Покровский общественный сад», а в обиходной речи — «старое кладбище». К началу XX века осталось одно название — «Покровский сад». Утвержденным 19 ноября 1853 г. городским планом Покровское кладбище отнесено к числу мест, назначенных под городские сады, поэтому после закрытия кладбище поступило в ведение городской садовой комиссии. 31 декабря 1857 года на Покровском кладбище было официально приостановлено захоронение умерших, и позднее на месте кладбища возникает общественный сад. Однако захоронения в некоторых случаях ещё продолжались и были прекращены лишь к началу 1870-х годов. Тогда строители храма во имя Покрова Пресвятой Богородицы самарские купцы I гильдии Емельян, Матвей и Антон Шихобаловы обратились к самарскому губернатору. Они сообщили, что в принадлежащем им каменном склепе погребены их родители, родственники и просили не закрывать склеп для новых погребений.

### Сад и стадион
Кладбище закрыто для погребений не позже 1865 года.  В 1867 году на месте Покровского кладбища был открыт одноимённый сад.
На месте сада, включая часть Покровского кладбища, был построен и 3 сентября 1948 года торжественно открыт стадион «Динамо».

## Раскопки
В 1991 году во время земляных работ на участке дороги улицы Братьев Коростелёвых на месте Покровского кладбища был вскрыт фамильный склеп купцов Шихобаловых. По благословению архиепископа Евсевия (Саввина) часть останков была помещена в новый гроб и захоронена на Радоницу в 1992 году на территории собора, около крестильни.
На улице Ленинской на месте Покровского кладбища в октябре 2016 года во время земляных работ рабочие нашли захоронения XIX века.
В июле — октябре 2018 г. были проведены археологические раскопки части Покровского кладбища XIX века. Во время раскопок были исследованы 203 погребения. Общая площадь раскопок составила 3 226,1 кв. м. Все погребения были осуществлены по христианскому православному обряду: в деревянном гробу, на спине, головой на запад.